# Stadio Luigi Ferraris
Stadio Comunale Luigi Ferraris är en idrottsarena i Genua, Italien. Den är hemmaarena för två lag i det italienska seriesystemet i fotboll, UC Sampdoria och Genoa CFC.
Derbyna mellan de båda Genualagen brukar kallas "Derby della Lanterna", med anspelning på Genuas fyr. Sampdorias supportergrupper, som Ultras Tito Cucchiaroni och Rude Boys Sampdoria, håller till i den södra kurvan, Gradinata Sud. Genoas fans står till största delen i den norra kurvan, Gradinata Nord. 
Ett fullsatt Stadio Luigi Ferrari rymmer 36 599 åskådare. Den senaste renoveringen arenan genomgick var inför VM i fotboll som gick i Italien 1990.